# Gregoryit
Gregoryit ist ein sehr selten vorkommendes Mineral aus der Mineralklasse der „Carbonate und Nitrate“ (ehemals Carbonate, Nitrate und Borate). Es kristallisiert im hexagonalen Kristallsystem mit der idealisierten chemischen Zusammensetzung Na2(CO3), ist also chemisch gesehen ein Natrium-Carbonat.
Gregoryit findet sich in Form von verrundeten Kristallen (Porphyroklasten) bzw. Phänokristen in einem Natrokarbonatit. Die Typlokalität des Gregoryits ist der weltweit einzige aktive Karbonatit-Vulkan Ol Doinyo Lengai (Koordinaten des Vulkans Ol Doinyo Lengai) im Distrikt Ngorongoro in der Region Arusha im nördlichen Tansania.

## Etymologie und Geschichte

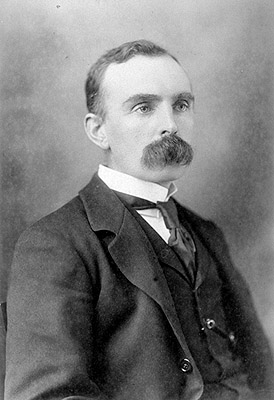
John Walter Gregory – Namenspatron für den Gregoryit

Im Jahre 1980 beschrieben John Gittins und Duncan McKie in einem im norwegischen Wissenschaftsmagazin „Lithos“ erschienenen Artikel über alkalische Karbonatit-Magmen im Allgemeinen und die karbonatitischen Laven des Vulkans „Ol Doinyo Lengai“ im Besonderen ein Mineral, welches sie in Dünnschliffen in Form von verrundeten Körnern entdeckt hatten. Das neue Mineral wurde nach der Bestimmung der erforderlichen physikalischen und kristallographischen Eigenschaften und der chemischen Zusammensetzung zwar der International Mineralogical Association (IMA) vorgelegt, die es im Jahre 1981 unter der vorläufigen Bezeichnung IMA 1981-045 als neues Mineral auch anerkannt hatte. Eine eigentlich wissenschaftliche Erstbeschreibung dieses Minerals ist aber nie erfolgt, so dass für Gregoryit außer der chemischen Zusammensetzung auch kaum physikalische und kristallographische Eigenschaften bekannt gemacht wurden.
Chemische Analysen an bis 3 mm großen Phänokristallen präsentierten Abigail A. Church und Adrian P. Jones in einem 1995 im englischen Wissenschaftsmagazin „Journal of Petrology“ erschienenen Artikel.
John Gittins und D. McKie benannten das Mineral nach dem britischen Entdecker und Geologen John Walter Gregory (1864–1932), Professor für Geologie an der Universität Melbourne in Australien und an der Universität von Glasgow in Schottland, in Anerkennung seiner wichtigen Arbeiten zu Vulkanismus und Struktur des East African Rift Systems. Nach ihm ist ebenfalls das „Gregory Rift“ in diesem System benannt.
Typmaterial für Gregoryit ist nicht definiert.

## Klassifikation
Da der Gregoryit erst 1981 als eigenständiges Mineral von der International Mineralogical Association (IMA) anerkannt und die Entdeckung nie vollständig publiziert wurde, ist er in der seit 1977 veralteten 8. Auflage der Mineralsystematik nach Strunz nicht aufgeführt.
Im zuletzt 2018 überarbeiteten und aktualisierten Lapis-Mineralienverzeichnis, das sich aus Rücksicht auf private Sammler und institutionelle Sammlungen noch nach dieser veralteten Systematik von Karl Hugo Strunz richtet, erhielt das Mineral die System- und Mineral-Nr.  V/B.05-040. In der „Lapis-Systematik“ entspricht dies der Abteilung „Wasserfreie Carbonate [CO3]2−, ohne fremde Anionen“, wo Gregoryit zusammen mit Eitelit, Juangodoyit, Nyerereit, Fairchildit, Zemkorit, Bütschliit und Shortit die unbenannte Gruppe V/B.05 bildet.
Die seit 2001 gültige und von der International Mineralogical Association (IMA) bis 2009 aktualisierte 9. Auflage der Strunz’schen Mineralsystematik ordnet den Gregoryit in die um die Borate reduzierte Klasse der „Carbonate und Nitrate“ und dort in die Abteilung der „Carbonate ohne zusätzliche Anionen; ohne H2O“ ein. Diese ist weiter unterteilt nach der Gruppenzugehörigkeit der beteiligten Kationen, so dass das Mineral entsprechend seiner Zusammensetzung in der Unterabteilung „Alkali-Carbonate“ zu finden ist, wo es zusammen mit Natrit die „Natrit-Gregoryit-Gruppe“ mit der System-Nr. 5.AA.10 bildet.
Auch die vorwiegend im englischen Sprachraum gebräuchliche Systematik der Minerale nach Dana ordnet den Gregoryit wie die veraltete Strunz’sche Systematik in die gemeinsame Klasse der „Carbonate, Nitrate und Borate“ und dort in die Abteilung der „Carbonate“ ein. Hier ist zusammen mit Vaterit in der Vateritgruppe mit der System-Nr. 14.01.02 innerhalb der Unterabteilung „Wasserfreie Carbonate mit einfacher Formel A+CO3“ zu finden.

## Chemismus
Die einzige Mikrosondenanalyse aus der ersten Publikation über den Gregoryit ergab 9,10 % CaO; 0,66 % SrO; 44,87 % Na2O; 3,95 % K2O; 36,22 % CO2 (wahrscheinlich aus der Stöchiometrie berechnet); 4,28 % SO3; 1,92 % P2O5; 0,40 % F; 0,60 % Cl; (–O = (F,Cl)2 entspricht 0,31 %, Summe 101,93 %). Auf der Basis von drei Sauerstoff-Atomen errechnet sich daraus die empirische Formel (Na1,56K0,10Ca0,17)Σ=1,83CO3.
Die offizielle Formel der IMA für den Gregoryit wird mit Na2(CO3) angegeben. Die Formel nach Strunz, α-Na2[CO3], folgt größtenteils der IMA-konformen Formel, jedoch ist hier wie üblich der Anionenverband in einer eckigen Klammer zusammengefasst.
Bereits Jörg Keller und Maurice Krafft identifizierten 1990 die komplexe Substitution von (CO3)2− durch (SO4)2−, (PO4)3−, F− und Cl− im Gregoryit und gaben für das Mineral die empirische Formel Na1,74K0,1(Ca,Sr,Ba)0,16CO3 an.
Anatoly N. Zaitsev und Kollegen ermittelten 2009 an Gregoryit aus Laven aus dem Vulkan Ol Doinyo Lengai Gehalte von 5,0–11,9 % CaO; 3,4–5,8 % SO3; 1,3–4,6 % P2O5; 0,6–1,0 % SrO; 0,1–0,6 % BaO; und 0,3–0,7 % Cl, aber kein Fluor. Gregoryit enthält typischerweise hohe Gehalte an den Spurenelementen Magnesium, Lithium und Vanadium. Sie wiesen darauf hin, dass nach wie vor unklar ist, ob (SO4)2−- und (PO4)3−-Gruppen sowie Cl− separate strukturelle Positionen im Gregoryit einnehmen oder lediglich die (CO3)2−-Gruppe substituieren. Ferner könnte der Gehalt an formelfremden Elementen auch auf die Anwesenheit von submikroskopisch kleinen Einschlüssen in Gregoryit (Nyerereit, Fluorapatit, Alabandin und Monticellit) zurückzuführen sein. Roger H. Mitchell und Vadim S. Kamenetsky bestimmten an Gregoryit-Phänokristallen aus Natrokarbonatiten des Vulkans Ol Doinyo Lengai 43–106 ppm Rubidium, 4255–7275 ppm Strontium, 0,3–4,0 ppm Yttrium, 0,6–5,1 ppm Cäsium, 1125–7052 ppm Barium, 84–489 ppm Lithium, 6790–15,860 ppm Phosphor und 33–155 ppm Vanadium.
Die alleinige Elementkombination Na–C–O weisen unter den derzeit bekannten Mineralen (Stand 2019) nur Natrit, Na2CO3, und Natroxalat, Na2(C2O4), auf.
Nach der Auffassung von Hugo Strunz und Ernest Henry Nickel ist Gregoryit, α-Na2[CO3], der hexagonale Dimorph zum monoklinen Natrit, γ-Na2[CO3].

## Kristallstruktur
Gregoryit kristallisiert im hexagonalen Kristallsystem in der Raumgruppe P63mc (Raumgruppen-Nr. 186) mit den Gitterparametern a = 5,215 Å und c = 5,645 Å; sowie zwei Formeleinheiten pro Elementarzelle.
Die Kristallstruktur des Gregoryits ist bis heute unbekannt. Allerdings haben bereits John Gittins und Duncan McKie darauf hingewiesen, dass es sich bei der Struktur des Gregoryits um eine hochgradig fehlgeordnete Struktur handelt.

## Eigenschaften

### Morphologie
Gregoryit bildet an seiner Typlokalität ausschließlich verrundete oder ovale Phänokristalle bis zu mehreren Millimetern Durchmesser, die in einer Grundmasse aus hauptsächlich Fluorit und Sylvin „schwimmen“.
Die Phänokristalle des Gregoryits sind durch eine außergewöhnliche Heterogenität der inneren Struktur gekennzeichnet.
Sie enthalten zahlreiche Einschlüsse von Nyerereit, dessen Bildung als Entmischung eines festen Mischkristalls interpretiert wird. Darüber hinaus finden sich im Gregoryit Einschlüsse von Fluorapatit, Alabandit und Monticellit in Form von winzigen, maximal 50 μm großen Kristallen sowie Einschlüsse von Natrokarbonatit-Schmelze.

### Physikalische und chemische Eigenschaften
Viele physikalische und optische Eigenschaften des Gregoryits konnten aufgrund der geringen Korngröße des Materials nicht bestimmt werden.
Die Kristalle des Gregoryits sind braun oder milchigweiß bzw. farblos bis lohfarben. Ihre Strichfarbe wird mit
weiß angegeben.
Die Oberflächen der durchscheinenden bis durchsichtigen Kristalle zeigen einen charakteristischen glasartigen Glanz. Gregoryit besitzt entsprechend diesem Glasglanz eine mittelhohe Lichtbrechung (nε = 1,467; nω = 1,517) und eine mittelhohe Doppelbrechung (δ = 0,050). Im durchfallenden Licht ist der einachsige Gregoryit blassbraun mit niedrigem Relief und zeigt Interferenzfarben niedriger Ordnung.
Gregoryit besitzt eine nicht näher bezeichnete Spaltbarkeit. Angaben zu Bruch und Tenazität für das Mineral fehlen. Gregoryit weist eine Mohshärte von 3 auf und gehört damit zu den mittelharten Mineralen, die sich wie das Referenzmineral Calcit (Härte 3) bei entsprechender Kristallgröße mit einer Kupfermünze ritzen lassen würden. Die berechnete Dichte für Gregoryit variiert je nach Bearbeiter zwischen 2,27 g/cm³ und 2,31 g/cm³.
Gregoryit zeigt weder im kurzwelligen noch im langwelligen UV-Licht eine Fluoreszenz. Er weist eine dunkel braunorangefarbene Kathodolumineszenz auf, die von Ulrich Koberski und Jörg Keller auf Nyerereit-Einschlüsse (mit hell orangefarbener Kathodolumineszenz) zurückgeführt wird, die als entmischte Plättchen parallel zur Spaltbarkeit des Gregoryits angeordnet sind.
Das Mineral ist wasserlöslich und unter normalen atmosphärischen Bedingungen instabil.

## Bildung und Fundorte

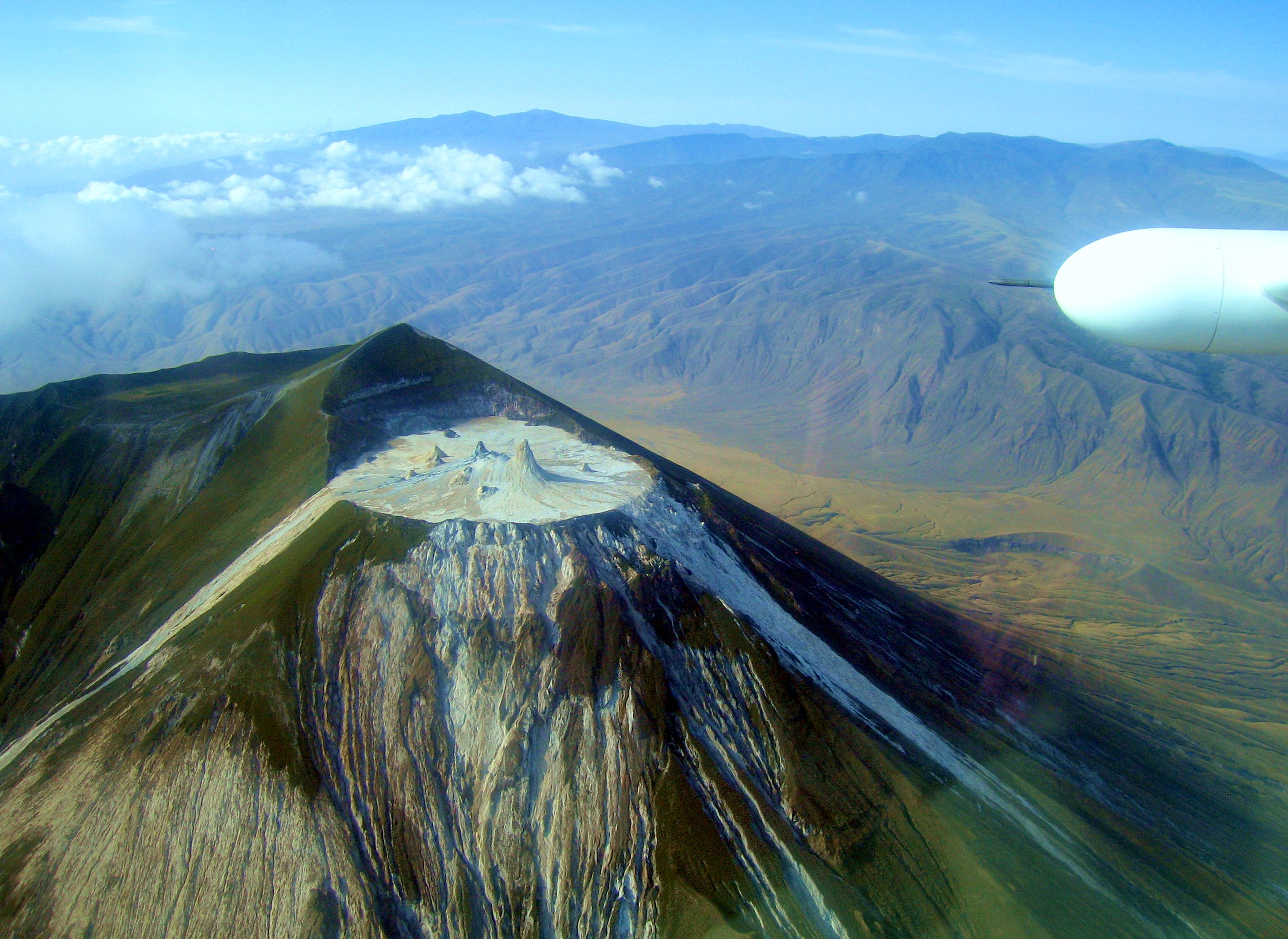
Ol Doinyo Lengai – Typlokalität für den Gregoryit. Das Foto entstand am 12. Februar 2006

Gregoryit findet sich an seiner Typlokalität als gesteinsbildendes Mineral in einem Natrokarbonatit. Begleitminerale des Gregoryits sind Nyerereit, eisenhaltiger Alabandin, Halit, Sylvin, Fuorit, Calcit, Witherit, Sellait, kaliumhaltiger Neighborit und Khanneshit im Gestein sowie Nyerereit, Fluorapatit, Alabandin und Monticellit als Einschlüsse im Gregoryit.
Die abgerundete Form der Gregoryit-Phänokristalle an der Typlokalität kann auf eine teilweise Resorption nach Druckentlastung während der Extrusion deuten. Andererseits ist nicht bekannt, ob dieses Mineral überhaupt idiomorphe Kristalle gebildet hat – Carbonatminerale sind in experimentellen Systemen in ihren primären Stabilitätsfeldern häufig gut gerundet. Im Allgemeinen deutet die Textur jedoch auf eine Kristallisation von Gregoryit (und Nyerereit) vor der Extrusion, eine mögliche Resorption von Gregoryit bei der Extrusion und eine anschließende Kristallisation der extrudierten flüssigen Phase als Nyerereit, Gregoryit und Alabandit hin.
Als sehr selten vorkommende Mineralbildung ist Gregoryit nur von wenigen Lokalitäten bzw. in geringer Stufenzahl bekannt. Das Mineral wurde bisher (Stand 2019) neben seiner Typlokalität von lediglich zwei weiteren Fundpunkten beschrieben. Die Typlokalität des Gregoryits ist der Ol Doinyo Lengai im Distrikt Ngorongoro in der Region Arusha im nördlichen Tansania.
Der Ol Doinyo Lengai ist der weltweit einzige aktive Karbonatit-Vulkan, der neben Natrokarbonatit aus Jacupirangit, Nephelinsyenit und anderen Gesteinen besteht. Es handelt sich um extrem alkalireiche Laven mit bis zu 30 % Na2O. Gregoryit und Sylvin in geringerem Maße auch Nyerereit sind wasserlöslich und verantwortlich für die sofortige Zersetzung und chemische Alteration des Natrokarbonatits unter atmosphärischen Bedingungen.
Gregoryit wurde ferner in dem kretazischen, auf Magnetit abgebauten Calcit-Karbonatit „Bailundo“, Bailundo, Provinz Huambo, Angola, sowie in der im Bultfontein-Kimberlit bauenden „Bultfontein Mine“ bei Kimberley, Distrikt Francis Baard, Provinz Nordkap, Südafrika, gefunden.
Fundorte aus Deutschland, Österreich und der Schweiz sind damit unbekannt.

## Verwendung
Sieht man vom Interesse der mineralsammelnden Gemeinde an diesem Mineral ab, ist Gregoryit wirtschaftlich völlig bedeutungslos.